# The Sky Pilot
Pour plus de détails, voir Fiche technique et Distribution.
The Sky Pilot est un film américain réalisé par King Vidor, sorti en 1921.

## Synopsis
Dans le Nord-Ouest canadien, un jeune pasteur est reçu brutalement par les cow-boys. Alors qu'il tente de dire la messe dans un saloon, il se trouve mêlé à une bagarre avec Bill Hendricks, le contremaître du ranch Ashley, qui finit par se lier d'amitié avec lui et lui procure un travail au ranch. Il y est apprécié et est surnommé le "Sky Pilot". Lors de la débandade d'un troupeau de bétail, il sauve Gwen, la petite amie d'Hendricks. Des voleurs de bétail incendient son église, mais il est sauvé par Gwen. Finalement il célébrera le mariage de Gwen et Hendricks.

## Fiche technique
- Titre original : The Sky Pilot
- Réalisation : King Vidor
- Scénario : John McDermott, adaptation de Faith Green, d'après le roman "The Sky Pilot : a Tale of the Foothills" de Ralph Connor
- Photographie : Gus Peterson et L. William O'Connell
- Production : Cathrine Curtis
- Société de production : Cathrine Curtis Corporation
- Société de distribution : First National
- Pays d'origine :  États-Unis
- Langue : anglais
- Format : Noir et blanc - 35 mm - 1,37:1 - Muet
- Genre : Drame
- Durée : 77 minutes (7 bobines)
- Date de sortie :
  - États-Unis : 14 mai 1921
- Licence : Domaine public

## Distribution
- John Bowers : le « Sky Pilot »
- Colleen Moore : Gwen
- David Butler : Bill Hendricks
- Harry Todd : le vieil homme
- James Corrigan : Ashley
- Donald MacDonald : le Duc
- Kathleen Kirkham : Lady Charlotte